# سدالیا (میزوری)
سدالیا (به انگلیسی: Sedalia) شهری در شهرستان پتیس ایالت میزوری است که جمعیت آن در سرشماری سال ۲۰۱۰ میلادی ۲۱٫۳۸۷ نفر بوده است.